# Diretmoides pauciradiatus
Diretmoides pauciradiatus är en fiskart som först beskrevs av Woods, 1973.  Diretmoides pauciradiatus ingår i släktet Diretmoides och familjen Diretmidae. Inga underarter finns listade i Catalogue of Life.